# Циглер, Густав

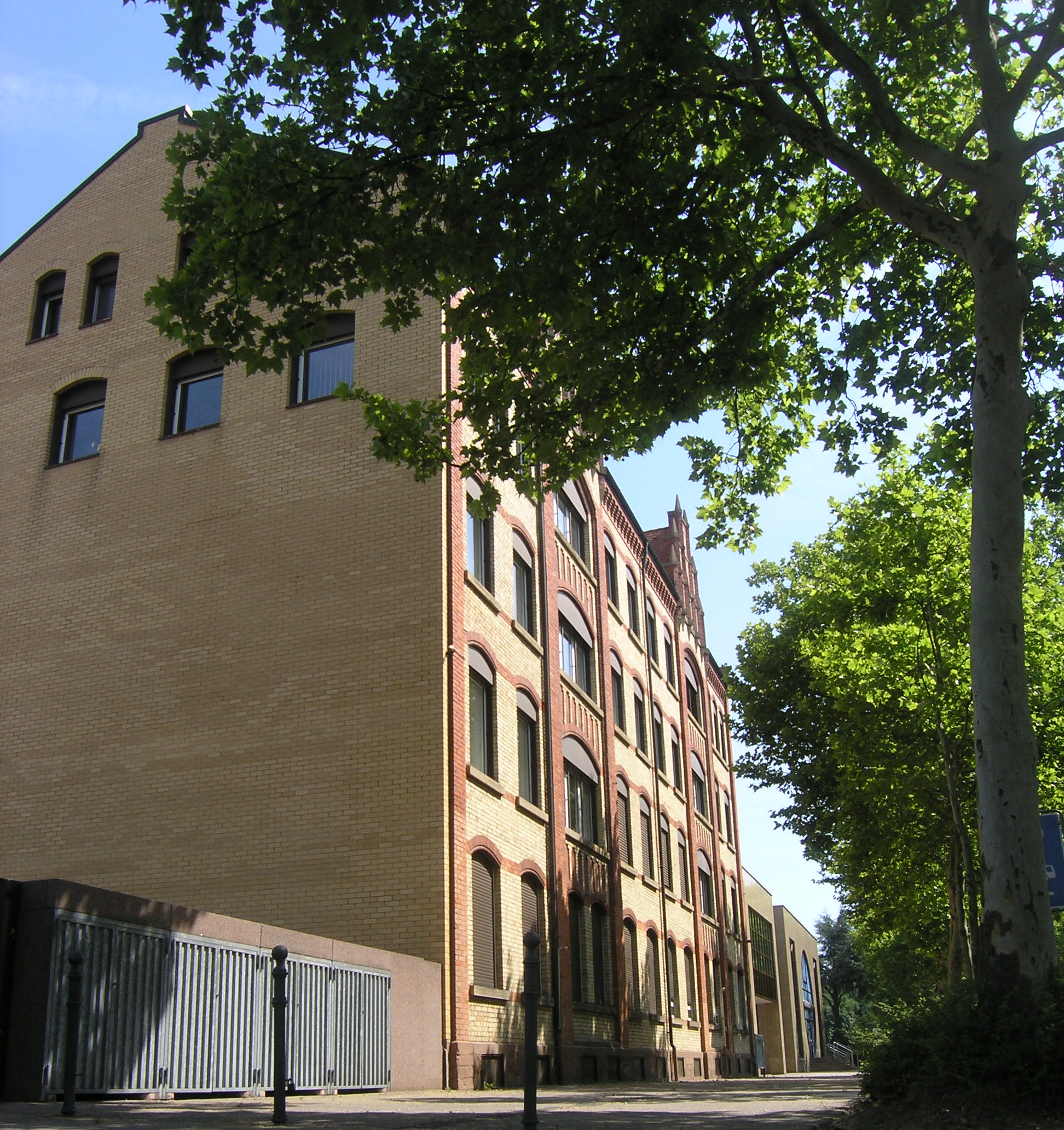
Мебельная фабрика в Грюнвинкеле

Гу́став Ци́глер (нем. Gustav Ziegler; род. 17 декабря 1847, Карлсруэ — 19 февраля 1908, Карлсруэ) — немецкий архитектор.

## Здания и сооружения
- Ресторан Бургхоф на горе Турмберг
- 1881 Синагога Ортодоксальной еврейской религиозной общины (разрушена в 1938 году)
- 1882 Дом Золмс[нем.] (в сотрудничестве)
- 1899 Мебельная фабрика Ройтлингена в Грюнвинкеле, городском районе Карлсруэ (в сотрудничестве)
- Школа Луизы (Luisenschule), позднее  Фридрихштифт (Friedrichsstift) на углу Отто-Захс-Штрассе (Otto-Sachs-Straße) и Матиштрассе (Mathystraße).

## Изображения

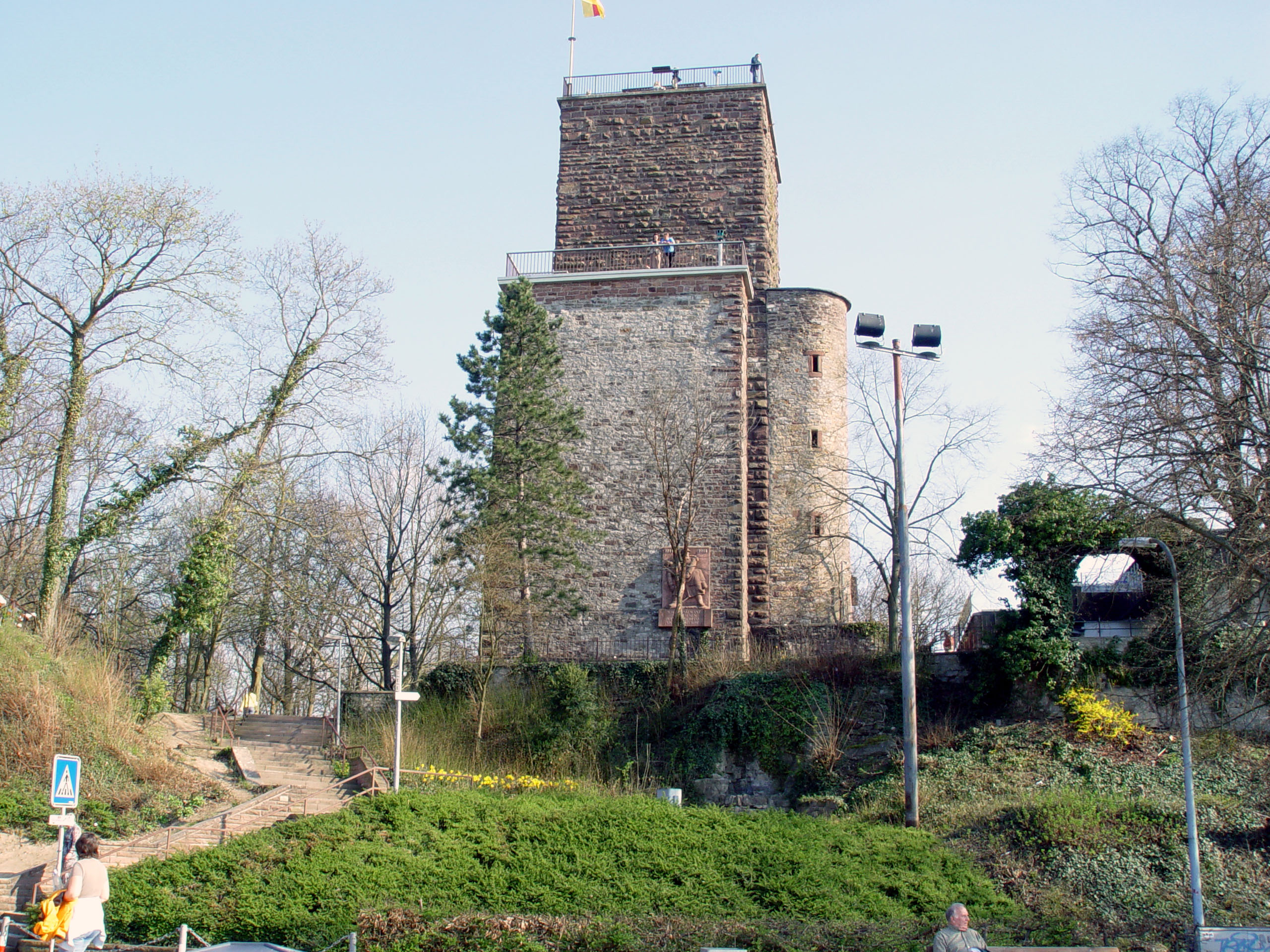
Ресторан (справа, у подножия башни) на горе Турмберг
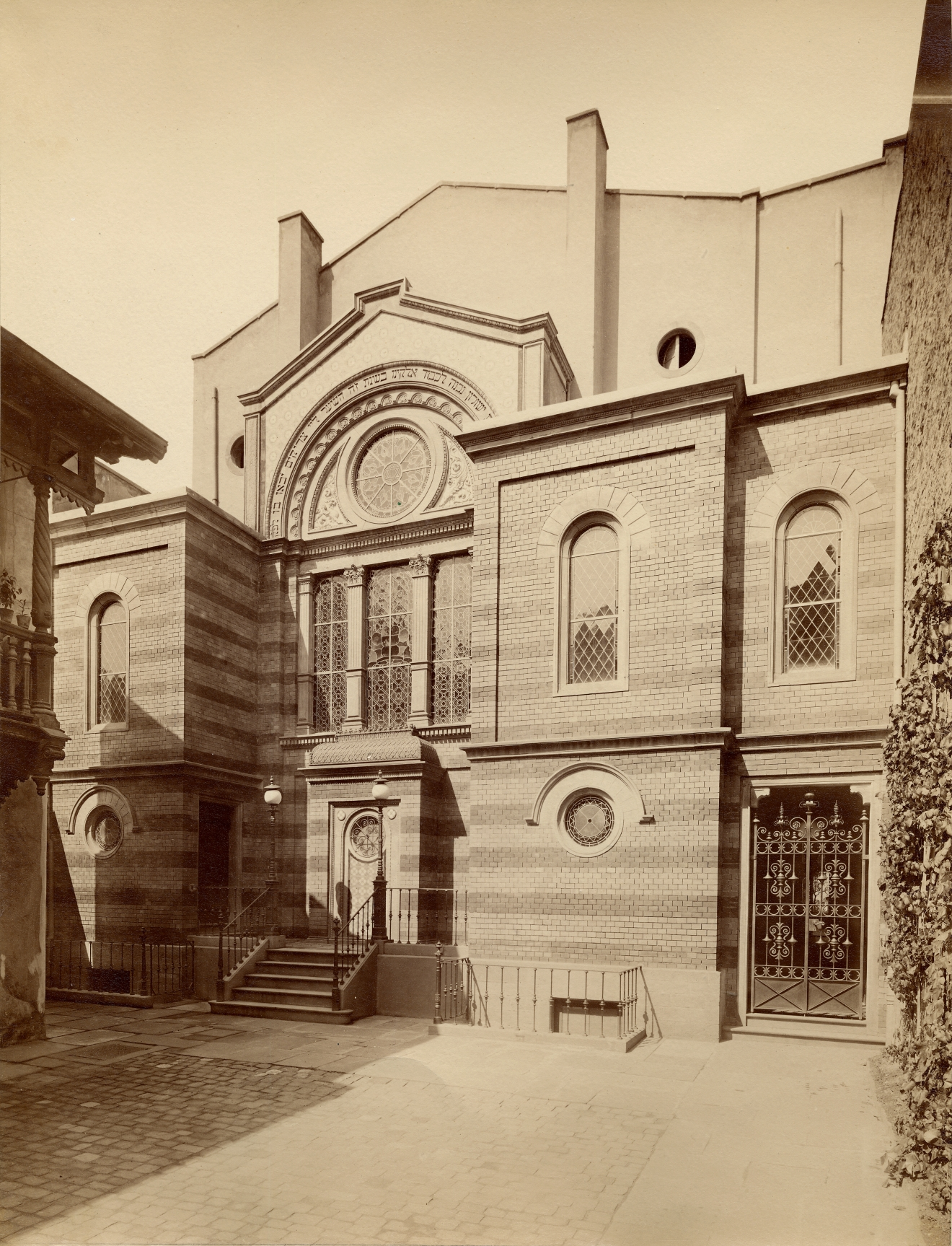
Ортодоксальная синагога, 1900
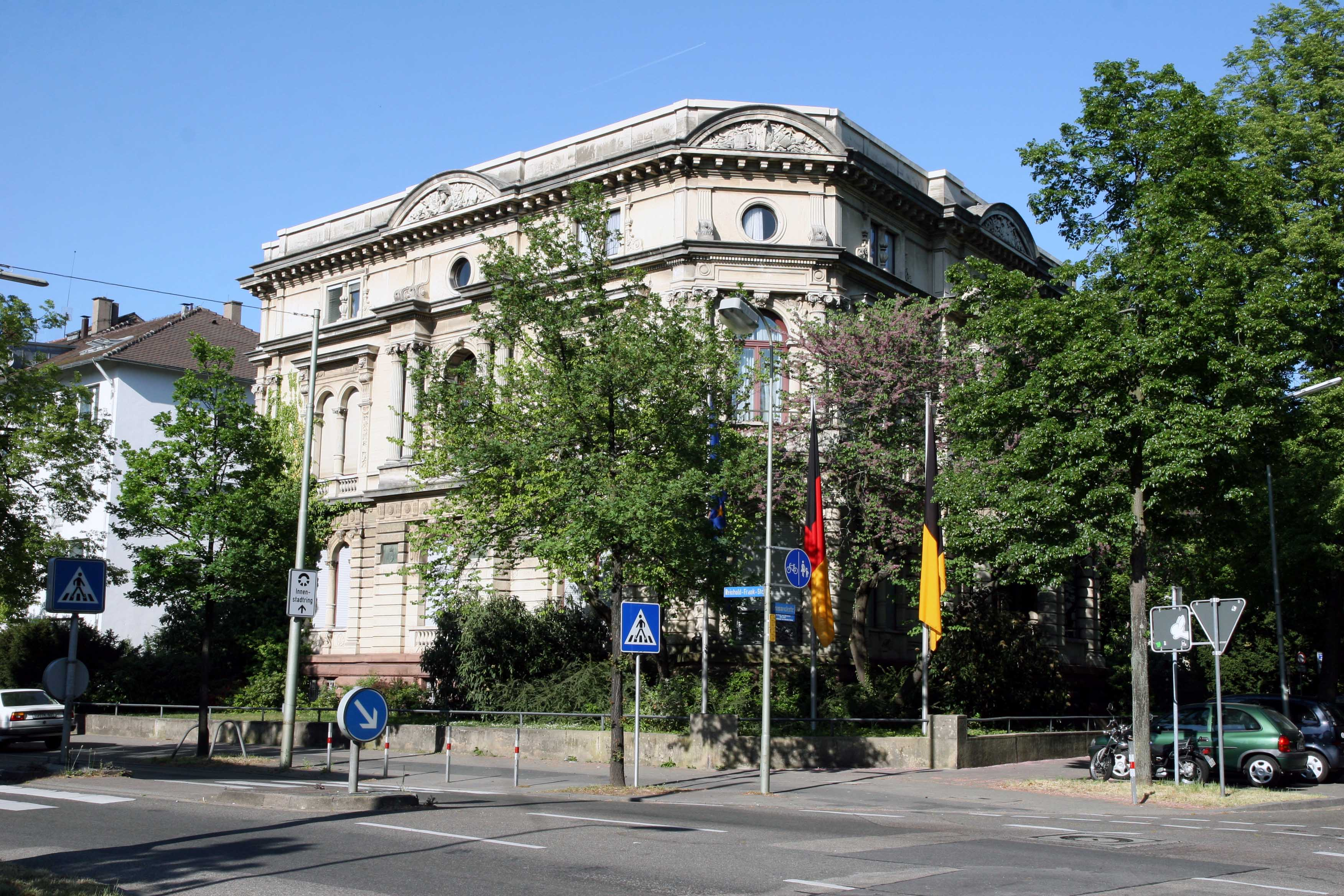
Дом Золмс